# 京極高或
京極 高或（きょうごく たかもち）は、江戸時代中期の大名。讃岐国丸亀藩の第3代藩主。丸亀藩京極家5代。

## 生涯
第2代藩主・京極高豊の五男。正嫡の兄3人が早世したため嫡子となる。元禄7年（1694年）6月18日、父の高豊が死去した時は3歳だったため、高或の夭折による家の断絶を恐れた高豊の遺言により、高或が宗家を継ぐ一方、庶兄の高通に1万石が分知され、多度津藩が立藩された。元禄15年4月15日、将軍徳川綱吉に御目見した。宝永3年（1706年）12月19日、従五位下・若狭守に叙任した。翌年には元服して前髪を京極家の氏神である沙沙貴神社へと納めた。
享保9年（1724年）に33歳で死去した。跡を長男の高矩が継いだ。
正室所生は長男・高矩。側室馬勢子所生は常子。側室登満子所生の次男・西尾忠需は、高或の姉妹である辨子を正室とする横須賀藩主西尾忠尚の養子となり跡を継いだ。

## 系譜
- 父：京極高豊（1655年 - 1694年）
- 母：市子 - 鍋姫、松壽院。上野国厩橋藩主で幕府老中格酒井忠挙の娘
- 正室：光姫 - 三津。伊予国宇和島藩主伊達宗利の四女
  - 長男：京極高矩（1718年 - 1763年）
- 側室：馬勢子
  - 女子：常子 - 美濃国加納藩主で幕府老中安藤信友の養女として下野国烏山藩主大久保忠胤正室
- 側室：登満子
  - 次男：西尾忠需（1716年 - 1789年） - 遠江国横須賀藩主西尾忠尚の養子。忠尚の室は高或の姉妹。
- 生母不明の子女（全て母は別）
  - 男子：京極高綏 - 長男の高迢（1741年 - 1762年4月24日）は高矩の養嗣子となり将軍お目見えまで済ませたが、早世した。
  - 男子：多賀良安
  - 男子：京極高亮